# Колін Рассел (плавець)
Колін Рассел (англ. Colin Russell, 2 липня 1984) — канадський плавець.
Учасник Олімпійських Ігор 2008, 2012 років.
Призер Чемпіонату світу з водних видів спорту 2005 року.
Призер Пантихоокеанського чемпіонату з плавання 2006 року.
Призер Ігор Співдружності 2006 року.